# Reaktive Wand
Eine Reaktive Wand (englisch: Permeable Reactive Barrier) ist eine Konstruktion im Erdboden, durch die kontaminiertes Grundwasser hindurchfließt und gereinigt wird. Sie hat in den meisten Fällen eine Dicke von 0,3 m bis 2 m und reicht bis 35 m in den Erdboden. Die Breite der Konstruktion hängt von der Breite des Schadstoff-tragenden Grundwasserflusses ab. Dabei kann der Grundwasserfluss durch zusätzliche Baumaßnahmen beeinflusst werden, etwa durch den Bau von unterirdischen Abdichtungen.
In Abhängigkeit vom Schadstoff wird das aktive Material der Wand gewählt. So wird beispielsweise zur Reinigung des Grundwassers von leichtflüchtigen Chlorkohlenwasserstoffen (LCKW) elementares Eisen in Form von Granulat oder als Eisenschwamm zur Dechlorierung und damit zum Abbau des Schadstoffes eingebracht. Eine Alternative ist der Einsatz von Aktivkohle, wodurch der Schadstoff räumlich gebunden wird.
Die verbreitetsten Alternativen zur Reaktiven Wand sind der Aushub des Bodens oder das Abpumpen des Grundwassers mit einer oberirdischen Reinigung (Pump and Treat).

## Reaktive Prozesse
Es gibt eine Vielzahl von Möglichkeiten, wie durchlässige reaktive Membranen verwendet werden können, um Grundwasser zu sanieren. Die beiden Hauptprozesse sind Immobilisierung (auch bekannt als Sequestrierung) und Transformation.

### Immobilisierung
Die Immobilisierung der Verunreinigung kann durch Sorption an den Barrierematerialien oder Ausfällung aus dem gelösten Zustand erfolgen. Organische Verbindungen neigen aufgrund des hydrophoben Ausstoßes aus dem umgebenden Wasser zur Sorption. Metalle neigen jedoch dazu, durch elektrostatische Anziehung oder Oberflächenkomplexierungsreaktionen zu sorbieren. Sorption und Fällung sind potentiell reversibel und können daher die Entfernung des reaktiven Mediums und der gesammelten Produkte erfordern, um mit der Sanierung fortzufahren.

### Transformation
Bei der Transformation wird die Verunreinigung aufgenommen und in eine weniger schädliche oder ungiftige Form umgewandelt. Einer der Hauptvorteile der Transformation besteht darin, dass nicht notwendigerweise das reaktive Medium entfernt werden muss (es sei denn, das reaktive Medium muss aufgrund einer verringerten Wirksamkeit ersetzt werden oder es tritt eine Verstopfung auf). Die Transformation erfolgt am häufigsten in Form einer irreversiblen Redoxreaktion. Das Medium kann direkt Elektronen zur Reduktion liefern oder Mikroorganismen stimulieren, um den Elektronentransfer zu erleichtern.